# Maurizio Fugatti

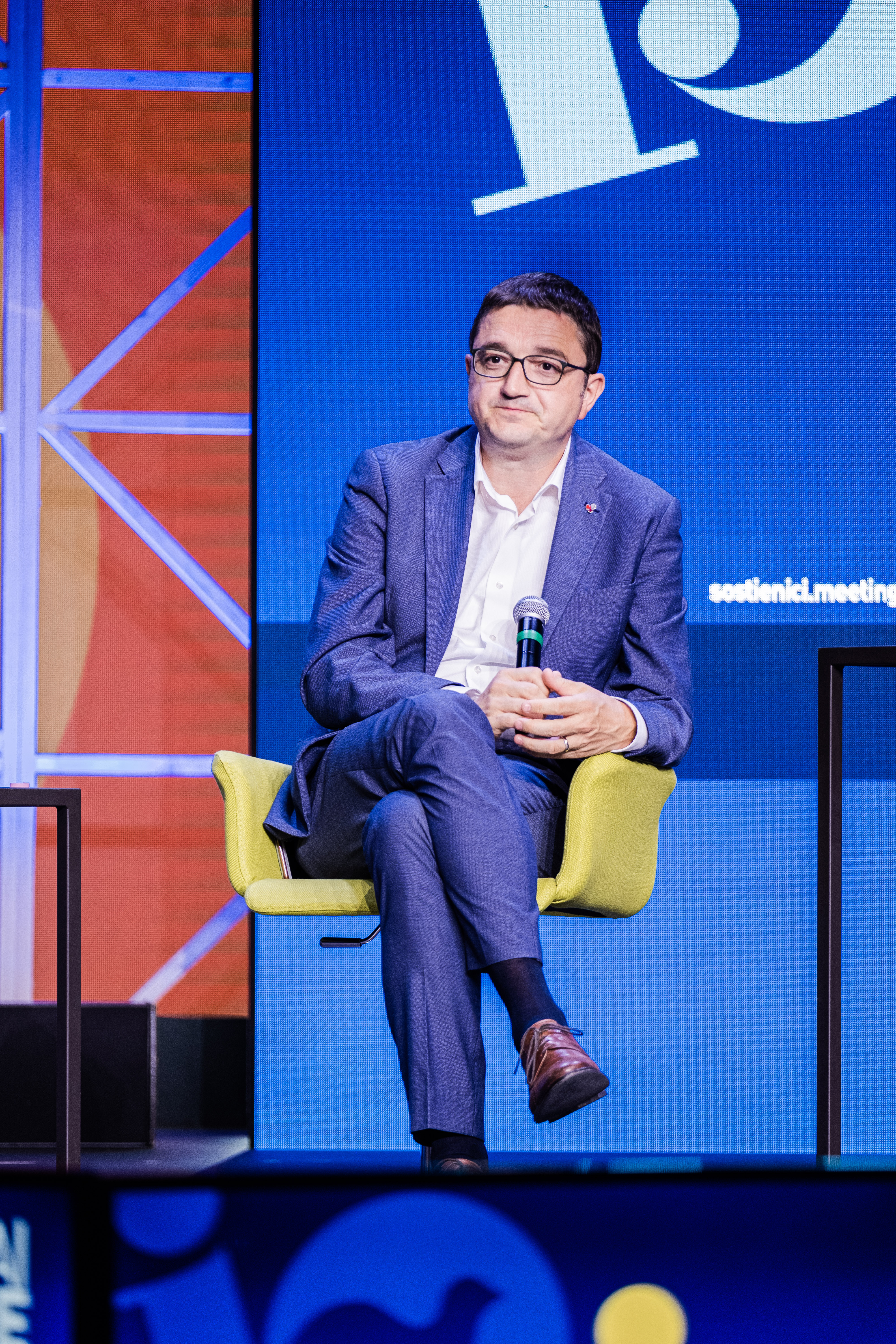
Maurizio Fugatti (2021)

Maurizio Fugatti (* 7. April 1972 in Bussolengo) ist ein italienischer Politiker der Lega und seit 2018 Landeshauptmann des Trentino.

## Werdegang
Der in Avio  im Trentino wohnhafte Fugatti studierte Wirtschaft und Steuerpolitik an der Universität Bologna und ist eingetragener Wirtschafts- und Steuerprüfer. Er besitzt zudem einen Abschluss als Agrartechniker mit Fachrichtung Weinbau, den er am Institut für Agrarwissenschaften in San Michele all’Adige abschloss.
Fugatti begann seine politische Karriere als Kommunalpolitiker in den Reihen der Lega Nord in Avio. Von 2005 bis 2018 war er Parteisekretär der Lega Nord im Trentino. Bei den Parlamentswahlen 2006 wurde er für die Lega Nord zum ersten Mal in die Abgeordnetenkammer gewählt. Seinen Abgeordnetensitz konnte er bei den Parlamentswahlen 2008 zur XVI. Legislaturperiode bestätigen. Von 2007 bis 2015 war er zudem Mitglied des Gemeinderats in Avio.
Nach Ende der XVI. Legislaturperiode konzentrierte er sich auf die Landespolitik. Bei den Landtagswahlen 2013 trat er als Spitzenkandidat der Lega Nord für das Amt des Landeshauptmanns an, wobei er in einer Koalition mit den Cattolici Europei Uniti 6,59 % der Stimmen hinter sich vereinigen konnte. Er zog daraufhin als Abgeordneter in den Trentiner Landtag ein. Dem Landtag wohnte er bis April 2018 bei, als er sein Mandat nach der erneuten Wahl zum Abgeordneten bei den Parlamentswahlen 2018 abgab. Im Juni 2018 wurde er zum Unterstaatssekretär im Gesundheitsministerium ernannt.
Im Mai 2018 wurde er auf Vorschlag des Parteivorsitzenden Matteo Salvini erneut zum Spitzenkandidaten der Lega für das Amt des Landeshauptmanns für die Landtagswahlen im Trentino 2018 ernannt.
Am 21. Oktober 2018 wurde er mit 46,47 % der Stimmen zum Landeshauptmann der Autonomen Provinz Trient gewählt. Am 27. Februar 2019 wurde er als Vizepräsident Mitglied der Regionalregierung Trentino-Südtirol, ehe er zur Halbzeit der Legislaturperiode am 7. Juli 2021 turnusgemäß die Präsidentschaft übernahm.
Bei den Landtagswahlen 2023 wurde er mit 51,8 % der Stimmen in seinem Amt als Landeshauptmann bestätigt.